# Созе, Луи-Антуан
Луи-Антуан Созе (фр. Louis-Antoine Sauset; 1773—1836) — французский военный деятель, лагерный маршал (1831 год), барон (1814 год), участник революционных и наполеоновских войн.

## Биография
Родился в семье рабочего, затем винодела Антуана Созе (фр. Antoine Sauset) и его супруги Анны Маршан (фр. Anne Marchand). О его ранних годах известно немногое, за исключением того, что он, должно быть, ходил в школу, потому что умел читать и писать.
10 июля 1791 года в возрасте 18 лет присоединился к Национальной гвардии коммуны Арзильер. 4 сентября 1791 года вместе с младшим лейтенантом Шарлем Салиньи, будущим дивизионным генералом определён в гренадерскую роту 3-го батальона волонтёров Марны, образованную из национальных гвардейцев Витри и Сезанна. 12 сентября 1791 года получил звание капрала. 20 апреля 1792 года присоединился со своим батальоном к Северной армии. 10 января 1793 года дослужился до звания младшего лейтенанта, а уже 21 января 1793 года – лейтенанта. 1 марта 1793 года при отступлении из Бельгии под Альденховеном получил 5 сабельных ударов, из них три в голову и два в левый бок, пулю в обе ноги и пулю, оставшуюся в левой руке (всего семь ранений), был захвачен в плен австрийцами, но вскоре получил свободу в процессе обмена военнопленными. Возвратился к службе и принимал участие в боевых операциях в Бельгии. В 1795 году определён в 66-ю пехотную полубригаду полковника Пателя. С 22 августа 1797 года был женат на Франсуазе Негриэ (фр. Françoise Negrié), родившейся в Лондоне и проживавшей в Брюсселе. Участвовал в кампаниях 1798-1801 годов в рядах Рейнской армии. 18 сентября 1799 года снова был ранен пулей в левую руку в сражении при Неккерау. 17 мая 1800 года произведён в капитаны, и возглавил роту 1-го батальона 66-й полубригады линейной пехоты. В 1802 году служил в Западной армии.
24 мая 1803 года переведён с батальоном в состав 63-й полубригады линейной пехоты полковника Лакюэ. В 1803-05 годах служил в военных лагерях Байонны, Монтрея и Бреста. 29 августа 1805 года вместе с полком вошёл в состав дивизии генерала Мориса Матьё 7-го корпуса маршала Ожеро Великой Армии. Принимал участие в операциях в Тироле в 1805 году, закончившихся пленением австрийцев у Дорнбирна. В Прусской кампании 1806 года и Польской кампании 1807 года сражался при Йене, Сохочине-Колозомбе, Голымине. Отличился в сражении при Эйлау, где был контужен ядром в левую руку, а его полк потерял треть своего личного состава. В тот день полковник Лакюэ погиб вместе с 11 другими офицерами и более чем 400 солдатами. 14 апреля 1807 года полк получил восемнадцать крестов Почётного легиона, и Созе был среди награждённых. В этот же день произведён в командиры батальона, и возглавил 1-й батальон муниципальной гвардии Парижа. 14 августа 1809 года произведён в майоры 1-го полка гвардии Парижа. 27 апреля 1811 года переведён в 18-й полк линейной пехоты, и стал заместителем полковника Пельпора.
21 февраля 1813 года произведён во вторые полковники с назначением командиром 21-го временного полка. Участвовал в Саксонской кампании. 2 мая 1813 года ранен осколком в правую ногу в сражении при Лютцене. 11 мая 1813 года назначен командиром 18-го полка линейной пехоты. 18 октября 1813 года получил сильную контузию ядром в правую ногу в сражении при Лейпциге. 4 января 1814 года был заменён полковником Вуаролем во главе 18-го. 22 января 1814 года стал майором гвардии, и возглавил 16-й полк тиральеров Императорской гвардии. 12 мая 1814 года полк тиральеров был расформирован.
При первой Реставрации оставался без служебного назначения. Во время «Ста дней» присоединился к Императору и 24 апреля 1815 года возглавил 90-й полк линейной пехоты. 25 апреля 90-й сменил номер на 111-й. Созе присоединился к полку в Лонгви. Благодаря лихорадочной деятельности своего нового полковника 111-й полк уже 27 мая готов участвовать в новой кампании в составе 45 офицеров и 1070 человек под ружьём. Приказ об выступлении поступил 6 июня, а 13 июня полк достиг Рокруа, 14-го - Флорена, в двух километрах от Филипвиля, где был приписан к бригаде генерала Юло в составе 14-й дивизии 4-го армейского корпуса Жерара. Сражался при Линьи и Вавре, участвовал в обороне Парижа.
После второй Реставрации определён 17 сентября 1815 года на половинное жалование. Переехал в Витри-ле-Франсуа, чтобы жить там со своими родителями, женой и дочерью. Находился под строгим надзором полиции. Позже он переехал с семьёй в Брюссель, куда перебрались многие наполеоновские офицеры, но вернулся в Париж в 1817 году, чтобы отстоять свою позицию перед военным министром, который исключил его из армейских списков. В 1820 году совместно с командиром эскадрона Жан-Батистом Дюмуленом, полковником Шарлем Фавье, подполковником Антуаном Мазьё, капитаном Ноэлем Нантилем и командиром батальона Шарлем Бераром принял участие в бонапартистском заговоре, известном как «Заговор Французского базара, или Заговор 19 августа 1820 года». 4 сентября 1820 года арестован, провёл в заключении более 10 месяцев и 16 июля 1821 года был оправдан судом Палаты пэров. После других болезненных перипетий, в том числе пятилетнего тюремного заключения по инициативе генерала Домманже, полковник Созе живет, постоянно подвергаясь, как и многие другие ветераны, слепым преследованиям Реставрации.
23 марта 1826 года вернулся к службе в звании полковника. 15 июня 1828 года зачислен в резерв Генерального штаба. 11 августа 1830 года занял пост военного коменданта Арраса. 7 октября 1830 года возглавил 11-й полк линейной пехоты. 30 ноября 1831 года произведён в лагерные маршалы. С 1832 по 1834 год принимал участие в Алжирской экспедиции, занимал пост губернатора Орана. 11 июня 1835 года вышел в отставку.
Умер 15 июня 1836 года в Шампиньи-сюр-Марн в возрасте 63 лет, и был похоронен на кладбище Пер-Лашез.

## Воинские звания
- Солдат (10 июля 1791 года);
- Капрал (12 сентября 1791 года);
- Младший лейтенант (10 января 1793 года);
- Лейтенант (21 января 1793 года);
- Капитан (17 мая 1800 года);
- Командир батальона (14 апреля 1807 года);
- Майор (14 августа 1809 года);
- Второй полковник (21 февраля 1813 года);
- Полковник (11 мая 1813 года);
- Лагерный маршал (30 ноября 1831 года).

## Титулы
- Барон Созе и Империи (фр. baron Sauset et de l'Empire; декрет от 26 февраля 1814 года, патент подтверждён 30 декабря 1814 года)[1].

## Награды
Легионер ордена Почётного легиона (14 апреля 1807 года)
 Офицер ордена Почётного легиона (10 августа 1813 года)
 Кавалер Военного ордена Святого Людовика (27 ноября 1814 года)
 Командор ордена Почётного легиона (1 мая 1831 года)